# (21404) Atluri
(21404) Atluri est un astéroïde de la ceinture principale d'astéroïdes.

## Description
(21404) Atluri est un astéroïde de la ceinture principale d'astéroïdes. Il fut découvert le 20 mars 1998 à Socorro (Nouveau-Mexique) par le projet LINEAR. Il présente une orbite caractérisée par un demi-grand axe de 2,17 UA, une excentricité de 0,12 et une inclinaison de 4,9° par rapport à l'écliptique.

## Compléments